# Miguel Darío Miranda Gómez
Miguel Darío Miranda y Gómez (León, Guanajuato, México, 19 de diciembre de 1895-Ciudad de México, 15 de marzo de 1986) fue un cardenal mexicano de la Iglesia católica. Sirvió como arzobispo primado de México de 1956 a 1977, y fue elevado al cardenalato en 1969.

## Biografía
Nació en la ciudad de León, Guanajuato, en 1895, fue hijo de Cipriano Miranda y su esposa María de las Nieves Gómez. Luego de estudiar en el seminario de León y la Pontificia Universidad Gregoriana en Roma, fue ordenado al presbiterado el 28 de octubre de 1918, tras lo cual realizó trabajo parroquial en León hasta 1925 y luego empezó a enseñar en su seminario en 1929.
Durante la Guerra cristera, Miranda fue encarcelado y más tarde se le obligó[cita requerida] a salir del país. Vivió en el exilio varios años (1926-1929).
Fue director del Secretariado Social Nacional (1925-1926) 
El 1 de octubre de 1937, fue nombrado por el Papa Pío XI, obispo de Tulancingo y recibió su consagración episcopal el 8 de diciembre del mismo año, de manos del Arzobispo Leopoldo Ruiz y Flores, con quien estuvieron el arzobispo Octaviano Márquez y Toriz de Puebla y el Obispo Maximino Ruiz y Flores, en la Basílica de Guadalupe.
Miranda fue designado Arzobispo Coadjutor de la Arquidiócesis de México el 20 de diciembre de 1955, sucediendo al siervo de Dios Luis María Martínez y Rodríguez como primado de México el 28 de junio de 1956.
Miranda, quien era un ferviente defensor de la justicia social, asistió al Concilio Vaticano II (1962-1965), donde fue miembro de la Comisión de Obispos y Rédimen diocesano y Presidente de la Conferencia de Delegados, medios de comunicación y relación entre las reuniones que los episcopados nacionales realizaron extra aulam.
Fue presidente del Consejo Episcopal Latinoamericano (1958-1963). El Papa Pablo VI le nombró cardenal presbítero de Nuestra Señora de Guadalupe en Monte Mario en el consistorio del 28 de abril de 1969, sin embargo, nunca tuvo la oportunidad de participar en ningún cónclave, pues alcanzó la edad de ochenta años (límite de edad para cardenales electores) el 19 de diciembre de 1975.
Representó al Papa como legado pontificio en la consagración de la Basílica de Nuestra Señora de Guadalupe el 12 de octubre de 1976.
Renunció al gobierno pastoral de la arquidiócesis el 19 de julio de 1977 y se retiró a su natal León, donde murió a los noventa años el 15 de marzo de 1986. Sus restos se encuentran en la cripta de los arzobispos en la Catedral Metropolitana de la Ciudad de México.
Fue el segundo arzobispo de mexicano en ser creado cardenal de la Santa Iglesia Romana, el primero fue el M.I. Sr. D. José Garibi Rivera, arzobispo de Guadalajara, anunciado su nuevo nombramiento de cardenal, el 14 de noviembre de 1958. Miranda recibió a Charles de Gaulle de Francia en la Basílica de Guadalupe, en una misa durante la visita del presidente francés a México en 1962. Recibió un Doctorado honoris causa de la Universidad de Notre Dame.
El 18 de diciembre de 1969, la Escuela Superior de Música Sagrada de la Arquidiócesis de México, cambió su nombre por el de Instituto de Liturgia, Música y Arte "Cardenal Miranda", realizándole un homenaje en vida por iniciativa del entonces director de dicho instituto, el presbítero Xavier González Tescucano.